# Fredo Rittershofer
Fredo Rittershofer (* 17. Februar 1933 in Durlach heute Stadtteil von Karlsruhe; † 7. September 2008 in München-Bogenhausen) war ein deutscher Forstwissenschaftler und von 1976 bis 1998 Professor für Waldbau an der Fachhochschule Weihenstephan.

## Leben
Nach dem Abitur am Markgrafen-Gymnasium im Karlsruher Stadtteil Durlach studierte Fredo Rittershofer als Stipendiat der Studienstiftung des Deutschen Volkes Forst- und Naturwissenschaften an der Albert-Ludwigs-Universität Freiburg und promovierte dort im Anschluss zum Doktor der Naturwissenschaften. Nach Ablegung des Großen Forstlichen Staatsexamens in Baden-Württemberg war er über zwei Jahre hinweg (1962–1963) Teil einer Abordnung an der Ernährungs- und Landwirtschaftsorganisation der Vereinten Nationen (FAO) in Rom. Von dort ausgehend besuchte er 13 afrikanische Länder, um die Ursachen und Geschwindigkeit der Ausbreitung der Sahelzone zu untersuchen. Die Ergebnisse seiner Untersuchungen waren die Basis zur Gründung einer „Savanna Working Group“, die die forstliche Zusammenarbeit zwischen afrikanischen Ländern unterstützen sollte.
Im Anschluss an seine Rückkehr zur Landesforstverwaltung Baden-Württemberg war er zunächst als Forstassessor tätig. 1964 wechselte er an das Waldbau-Institut der Universität Freiburg und wurde zum Akademischen Oberrat ernannt.
Von 1972 bis 1976 folgte eine Aufbaumission in brasilianischen Curitiba: Als Projektleiter wurde Rittershofer dort im Rahmen der Universitätspartnerschaft Freiburg-Curitiba zusammen mit zehn Kollegen aus Deutschland beauftragt, die erste forstwissenschaftliche Fakultät in Brasilien (und Lateinamerikas) aufzubauen, Vorlesungen in portugiesischer Sprache abzuhalten, die neue Fakultät räumlich und apparativ einzurichten und wissenschaftliche Arbeiten anzuleiten. Rittershofers Projektvorschlag, eine Forsttechnikerschule in Irati/Paraná zu errichten, wurde 1974 verwirklicht.
Im Wintersemester 1976 erhielt Rittershofer einen Ruf als Professor für Waldbau an die Fachhochschule Weihenstephan. Ein Lehrauftrag am Fachbereich Landespflege der Technischen Universität München-Weihenstephan erweiterte seine dortige Lehrtätigkeit. Der naturgemäße Waldbau einschließlich Dauerwald und Plenterprinzip bildete einen festen Schwerpunkt seiner Waldbau-Lehre. Zu seinen bedeutendsten Veröffentlichungen zählt das Buch „Waldpflege und Waldbau“, das Eingang in die waldbauliche Ausbildung der FH Weihenstephan und anderer Hochschulen fand. Mit Ablauf des Wintersemesters 1998 trat Fredo Rittershofer formal in den Ruhestand, seine letzten Vorlesungen und Prüfungen hielt er 2002 an der TU München ab.
Fredo Rittershofer engagierte sich in der Arbeitsgemeinschaft Naturgemäße Waldwirtschaft (ANW) und im Ökologischen Jagdverein Bayern (ÖJV), dessen Vorsitz er in den 1990er Jahren innehatte. Er trat unter seinem Motto „Der Wald zeigt, ob die Jagd stimmt“ für eine deutliche Reduktion überhöhter Schalenwildbestände ein, die er als eine der zentralen Voraussetzungen für den erfolgreichen naturgemäßen und naturnahen Waldbau betrachtete.
Rittershofer war verheiratet und hatte mit seiner Frau Gisela Rittershofer fünf gemeinsame Söhne. Er verstarb am 7. September 2008 im Klinikum Bogenhausen nach längerer Krankheit im Alter von 75 Jahren.

## Mitgliedschaften
- Bund Naturschutz in Bayern[1]
- Förderverein „Walderlebnispfad Freising“[1]
- Ökologischen Jagdverein Bayern (ÖJV Bayern)[1]
- Schutzgemeinschaft Deutscher Wald[1]

## Veröffentlichungen
- Fredo Rittershofer: Waldpflege und Waldbau: für Studium und Praxis ; mit einem Abschnitt über Naturschutz im Wald. Gisela Rittershofer Verlag Freising, Freising 1999, ISBN 978-3-930770-01-4.